# La Vega, La Vega
La Vega là một khu tự quản thuộc tỉnh Cundinamarca, Colombia. Thủ phủ của khu tự quản La Vega đóng tại La Vega Khu tự quản La Vega có diện tích ki lô mét vuông. Đến thời điểm ngày 28 tháng 5 năm 2005, khu tự quản La Vega có dân số 10846 người.